# Canton de Saint-Lô-2
Le canton de Saint-Lô-2 est une circonscription électorale française du département de la Manche créée par le décret du 25 février 2014 et entrée en vigueur lors des premières élections départementales suivant la publication du décret.

## Histoire
Un nouveau découpage territorial de la Manche (département) entre en vigueur à l'occasion des élections départementales de 2015. Il est défini par le décret du 25 février 2014, en application des lois du 17 mai 2013 (loi organique 2013-402 et loi 2013-403). Les conseillers départementaux sont, à compter de ces élections, élus au scrutin majoritaire binominal mixte. Les électeurs de chaque canton élisent au Conseil départemental, nouvelle appellation du Conseil général, deux membres de sexe différent, qui se présentent en binôme de candidats. Les conseillers départementaux sont élus pour 6 ans au scrutin binominal majoritaire à deux tours, l'accès au second tour nécessitant 12,5 % des inscrits au 1er tour. En outre la totalité des conseillers départementaux est renouvelée. Ce nouveau mode de scrutin nécessite un redécoupage des cantons dont le nombre est divisé par deux avec arrondi à l'unité impaire supérieure si ce nombre n'est pas entier impair, assorti de conditions de seuils minimaux. Dans la Manche, le nombre de cantons passe ainsi de 52 à 27.
Le canton de Saint-Lô-2 est formé de communes des anciens cantons de Saint-Lô-Est (4 communes et une fraction de la commune de Saint-Lô), de Canisy (11 communes) et de Marigny (1 commune). Il est entièrement inclus dans l'arrondissement de Saint-Lô. Le bureau centralisateur est situé à Saint-Lô.
La limite évolue légèrement le 1er octobre 2018 avec un transfert d'une bande de terrain entre la commune du Mesnil-Opac et du Mesnil-Herman par décret du conseil d'État du 28 septembre 2018.

## Représentation
| Période élective | Période élective | Mandat    | Mandat    | Identité                        | Nuance | Nuance | Qualité                                                                 |
| ---------------- | ---------------- | --------- | --------- | ------------------------------- | ------ | ------ | ----------------------------------------------------------------------- |
| 2015             | 2021             | 2015      | 2021      | Brigitte Boisgerault            |        | DVD    | Infirmière, conseillère municipale de Saint-Lô                          |
| 2015             | 2021             | 2015      | 2021      | Mathieu Johann-Lepresle         |        | DVD    | Artiste, producteur, adjoint au maire de Saint-Lô                       |
| 2021             | 2028             | 2021      | en cours  | Brigitte Boisgerault            |        | DVC    | conseillère sortante Adjointe au maire de Saint-Lô (depuis 2020)        |
| 2021             | 2028             | 2021      | nov. 2021 | Matthieu Lebrun                 |        | DVC    | Directeur de discothèque conseiller municipal de Saint-Lô (depuis 2020) |
| 2021             | 2028             | nov. 2021 | en cours  | Jean-Marie Lebéhot (Remplaçant) |        | DVC    | Formateur Maire de Canisy                                               |

### Résultats détaillés

#### Élections de mars 2015
À l'issue du 1er tour des élections départementales de 2015, deux binômes sont en ballottage : Brigitte Boisgerault et Mathieu Johann-Lepresle (DVD, 23,01 %) et Walter Delabie et Christelle Grobet (FN, 19,86 %). Le taux de participation est de 47,85 % (7 563 votants sur 15 807 inscrits) contre 50,67 % au niveau départemental et 50,17 % au niveau national.
Au second tour, Brigitte Boisgerault et Mathieu Johann-Lepresle (DVD) sont élus avec 74,03 % des suffrages exprimés et un taux de participation de 48,06 % (4 988 voix pour 7 596 votants et 15 806 inscrits).

#### Élections de juin 2021
Le premier tour des élections départementales de 2021 est marqué par un très faible taux de participation (33,26 % au niveau national). Dans le canton de Saint-Lô-2, ce taux de participation est de 30,28 % (4 750 votants sur 15 689 inscrits) contre 32,67 % au niveau départemental. À l'issue de ce premier tour, deux binômes sont en ballottage : Brigitte Boisgerault et Matthieu Lebrun (DVC, 52,83 %) et Corinne Barbet et Jacky Rihouey (DVG, 27,92 %).
Le second tour des élections est marqué une nouvelle fois par une abstention massive équivalente au premier tour. Les taux de participation sont de 34,36 % au niveau national, 32,63 % dans le département et 30,8 % dans le canton de Saint-Lô-2. Brigitte Boisgerault et Matthieu Lebrun (DVC) sont élus avec 65,12 % des suffrages exprimés (2 873 voix pour 4 832 votants et 15 686 inscrits),,.

## Composition
Lors du redécoupage de 2014, le canton de Saint-Lô-2 comprenait seize communes entières et une fraction de la commune de Saint-Lô.
À la suite de la création de la commune nouvelle de Bourgvallées en 2016, regroupant les anciennes communes de Gourfaleur, La Mancellière-sur-Vire, Saint-Romphaire et Saint-Samson-de-Bonfossé, auxquelles se joignent Le Mesnil-Herman et Soulles en 2019, et de la commune nouvelle de Canisy regroupant Canisy et Saint-Ébremond-de-Bonfossé en 2017, le canton comprend désormais dix communes entières et une fraction.
| Nom                              | Code Insee | Intercommunalité  | Superficie (km2) | Population (dernière pop. légale)                | Densité (hab./km2) | Modifier                                    |
| -------------------------------- | ---------- | ----------------- | ---------------- | ------------------------------------------------ | ------------------ | ------------------------------------------- |
| Saint-Lô (bureau centralisateur) | 50502      | CA Saint-Lô Agglo | 23,19            | Fraction : 11 701 (2022) Commune : 19 352 (2022) | 834                | modifier les données · modifier les données |
| La Barre-de-Semilly              | 50032      | CA Saint-Lô Agglo | 7,74             | 1 033 (2022)                                     | 133                | modifier les données · modifier les données |
| Baudre                           | 50034      | CA Saint-Lô Agglo | 3,81             | 595 (2022)                                       | 156                | modifier les données · modifier les données |
| Bourgvallées                     | 50546      | CA Saint-Lô Agglo | 48,27            | 3 319 (2022)                                     | 69                 | modifier les données · modifier les données |
| Canisy                           | 50095      | CA Saint-Lô Agglo | 18,15            | 1 723 (2022)                                     | 95                 | modifier les données · modifier les données |
| Carantilly                       | 50098      | CA Saint-Lô Agglo | 10,70            | 619 (2022)                                       | 58                 | modifier les données · modifier les données |
| Dangy                            | 50159      | CA Saint-Lô Agglo | 9,93             | 660 (2022)                                       | 66                 | modifier les données · modifier les données |
| La Luzerne                       | 50283      | CA Saint-Lô Agglo | 1,94             | 81 (2022)                                        | 42                 | modifier les données · modifier les données |
| Quibou                           | 50420      | CA Saint-Lô Agglo | 17,15            | 842 (2022)                                       | 49                 | modifier les données · modifier les données |
| Saint-Martin-de-Bonfossé         | 50512      | CA Saint-Lô Agglo | 12,68            | 536 (2022)                                       | 42                 | modifier les données · modifier les données |
| Sainte-Suzanne-sur-Vire          | 50556      | CA Saint-Lô Agglo | 5,05             | 694 (2022)                                       | 137                | modifier les données · modifier les données |
| Canton de Saint-Lô-2             | 5023       |                   |                  | 21 803 (2022)                                    |                    | modifier les données                        |

La partie de la commune de Saint-Lô intégrée dans le canton est celle située à l'est d'une ligne définie par l'axe des voies et limites suivantes : depuis la limite territoriale de la commune de Saint-Georges-Montcocq, rue de la Cabale, rue Saint-Georges, rue des Pénitents, chemin des Moines, rue de l'Ombrée, rue du Pré-de-Bas, montée du Bois-André, boulevard de la Dollée, rue du Mont-Russel, avenue de Verdun, place du Champ-de-Mars, rue du Docteur-Leturc, rue Jean-Dubois, rue Octave-Feuillet, place Léo-Ferré, rue de la Marne, rue des 80e-et-136e-Territorial, rue de Grimouville, boulevard du Midi, rue des Abreuvoirs, rue du Général-Lemarois, rue Nicolas-Houël, rue de la Ferronnière, sentier dans le prolongement de la rue de la Ferronnière, rue du Bois-Ardent, rue de l'Exode, rue du Père-Popielujko, ligne droite dans le prolongement de la rue du Père-Popielujko, boulevard de la Commune, chemin de la Ferronnière, rue Louise-Michel, route départementale 86, jusqu'à la limite territoriale de la commune de Baudre.

## Démographie
En 2022, le canton comptait 21 803 habitants, en évolution de −0,3 % par rapport à 2016 (Manche : −0,31 %, France hors Mayotte : +2,11 %).
| 2013   | 2018   | 2022   |
| ------ | ------ | ------ |
| 21 889 | 21 859 | 21 803 |